# Assedio di Gassan-Toda (1543)
L'assedio del castello di Toda (月山富田城の戦い?, Gassan Toda-jō no Tatakai) fu una battaglia avvenuta durante il periodo Sengoku in Giappone. Avvenne nel 1542–1543 e fu il primo di tre tentativi di conquista del castello, roccaforte del clan Amago. Gli altri due assedi avvennero nel 1565-1567 e nel 1569, anno in cui il castello cadde definitivamente nelle mani dei Mōri.
Gli Amago, dopo essere stati sconfitti nell'assedio di Kōriyama, si ritirarono nella loro provincia di Izumo; Ōuchi Yoshitaka cercò di sfruttare l'occasione e ne invase la provincia, assediando il castello di Gassan-Toda approfittando anche della morte di Amago Tsunehisa, ex daimyō Amago in ritiro, avvenuta nel novembre 1541.
Le forze Ōuchi partirono per la provincia di Izumo all'inizio del gennaio 1542. Yoshitaka guidava l'armata supportato dai suoi migliori generali tra i quali Sue Harukata, Sugi Shigenori, Naitō Okimori, Reizei Takatoyo e Hironaka Takashi. Dopo una pausa per le preghiere di vittoria al santuario di Itsukushima, si unirono alle forze di Mōri Motonari e entrarono nella provincia di Izumo in aprile. Dopo piccole vittorie in luglio, arrivarono al castello di Gassan-Toda nel marzo 1543 ponendolo sotto assedio. Ma l'assedio diventò subito arduo, per la tenacia della resistenza Amago e per la guerriglia esterna che tagliavano l'approvvigionamento agli assedianti. Alla fine numerosi servitori Ōuchi cambiarono schieramento e si unirono agli assediati e l'assedio venne abbandonato.
Nel mese di maggio le forze Ōuchi iniziarono a ritirarsi. Yoshitaka ritornò a Yamaguchi (Suō) mentre Motonari, ritornando nella provincia di Aki, per poco non venne catturato dalle forze Amago che lo incalzavano.
Yoshitaka, dopo la sconfitta, iniziò a disinteressarsi della guerra e pose le basi per la sua successiva caduta.